# Nara prefektúra
Nara prefektúra (japánul 奈良県, Nara-ken) Japánban, a Honsú szigeten, Kanszai régióban fekszik. Székhelye Nara. Japánban Nara prefektúrában található a legtöbb UNESCO világörökségi látványosság.

## Történelem
Japánban Nara prefektúrát tartják a legrégebbi régiónak. A mai Nara prefektúra hivatalosan 1887 óta létezik, ekkor vált függetlenné Oszaka prefektúrától.
Régen Jamato-no-kuni illetve Jamato tartományként is ismert volt a terület.

### A Nara korszakig
Bár a folyamat nem volt jól lejegyezve, bizonyos, hogy politikai erő jött létre a Miva hegy lábánál, a Nara-medence keleti részeinél, egyesítést keresve Japán túlnyomó részén a harmadik századtól a negyedik századig. A történelem kezdetén egyértelműen Jamato volt Japán politikai központja.
Ősi Japán fővárosokat építettek Nara földjén, ilyenek voltak Aszuka-kjó, Fudzsivara-kjó (694-710) és Heidzsó-kjó (710-784). Úgy gondolják, hogy a Fudzsivara és Heidzsó fővárosok kínai mintára lettek építve, magába foglalva a rácsos elrendezési mintát. A királyi udvar felvette a kapcsolatot a kínai Szuj és Tang-dinasztiával, majd diákokat küldött fejlett civilizációkról tanulni a Középső birodalomba. A 7. századra Nara befogadta a bevándorlókat, beleértve a menekülteket, akik a Koreai-félsziget déli részéről, Pekcse királyságból szöktek el. Az első fejlett civilizáció, buddhista királyi védnökséggel Nara városában virágzott.

### Nara a Heian korszakban

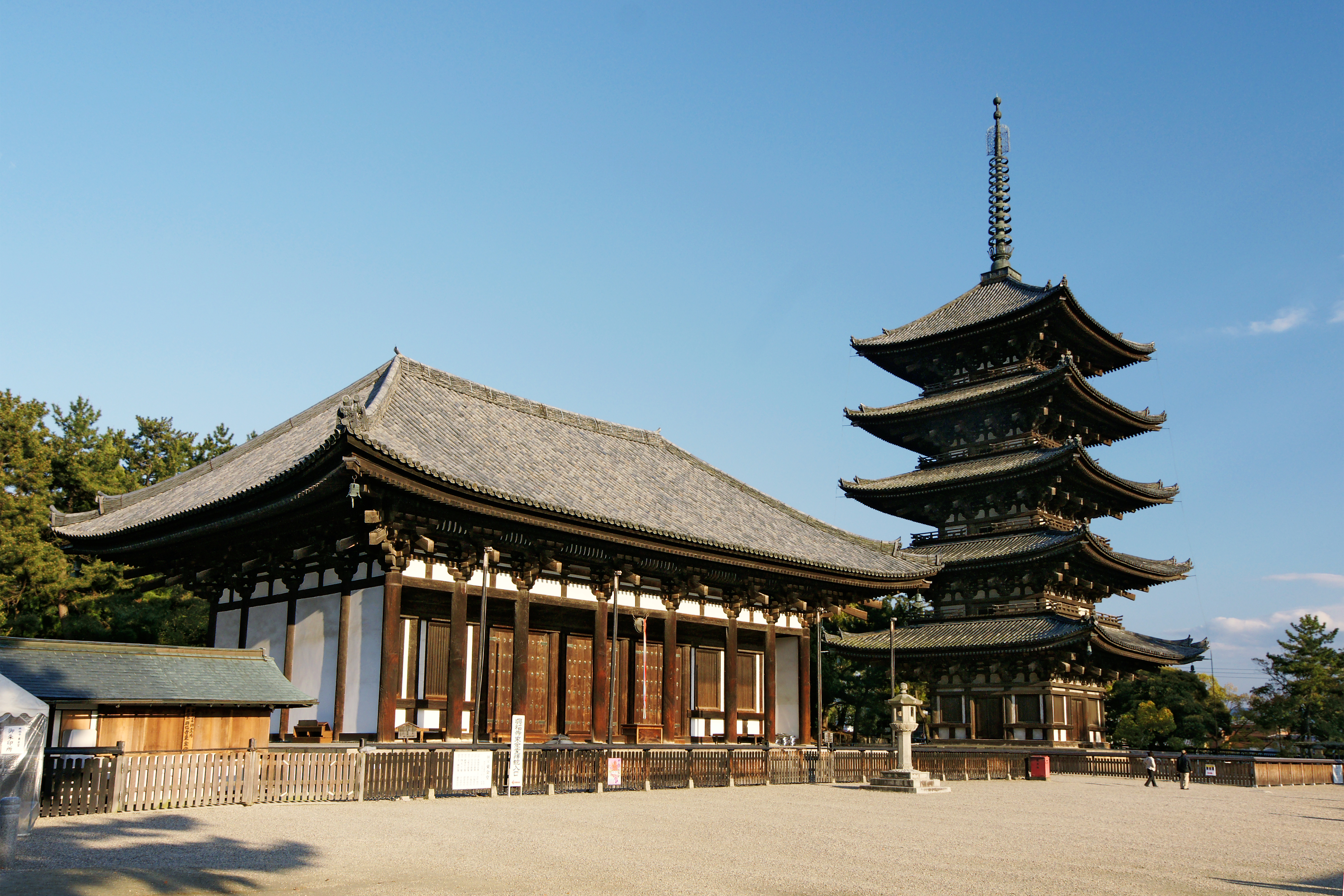
Kófuku-dzsi

784-ben Kammu császár döntésére áthelyezték a fővárost Nagaoka-kjóba, Jamasiro tartományba, ezután pedig Heian-kjóba, ezzel megkezdve a Heian korszakot. Nara templomai erősek maradtak a politikai főváros lépésén túl, így adva Narának a Nanto ("Déli Főváros") szinonimáját, Heian-kjóval szemben, mely északon helyezkedett el. A Heian korszak végéhez közeledve Taira no Sigehira, apja, Taira no Kijomori által arra lett utasítva, hogy igázza le a hatalmát Kófukudzsinek és Tódaidzsinek, akik egy ellenzéket támogattak, melyet Mocsihito herceg vezetett. A mozgalom egy összeütközéshez vezetett a Taira és a Nara templomok között 1180-ban, aminek végeredményeképpen felgyújtották a Kófuku-dzsit és a Tódai-dzsit, melyek hatalmas építészeti veszteségeket eredményeztek.

### Középkori Nara

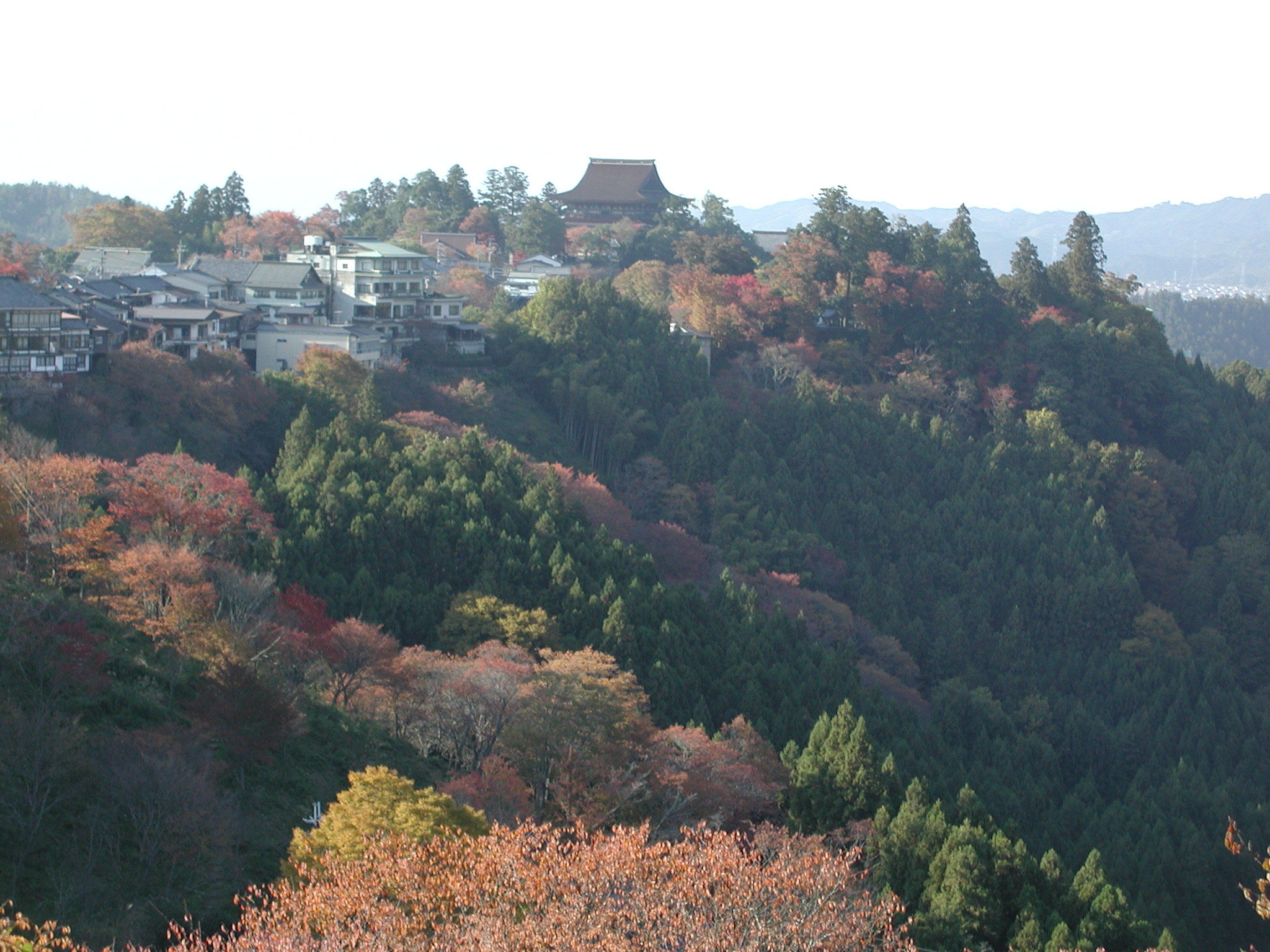
A sárguló levelek Josinóban

A Minamoto felemelkedésekor az uralkodói pozíciójára és a Kamakura sógunátus megkezdésekor, Nara helyreállítását Minamoto no Joritomo támogatta. Kófukudzsi, "hazai templom" a Fudzsivaráknak, az alapítás óta nemcsak, hogy visszanyerte az erejét ami előzőleg volt neki, még a de facto regionális vezetője is lett Jamato tartományban. A Kófukudzsi és a Tódaidzsi helyreállításával létrejött egy növekvő város közel a két templomhoz.
A Nanboku-csó időszak, kezdve 1336-tól, egyre több instabilitást hozott Narába. Ahogy a császár, Go-Daigo Josinót választotta bázisának, Kófukidzsiben egy hatalmi harc alakult ki egy csoporttal, akik a délieket támogatták, és egy másikkal, akik az északi udvar oldalán voltak. Hasonlóképpen a helyi klánokkal, akik két felé váltak. Kófukudzsi egy rövid időre visszanyerte az irányítást a tartomány felett a Déli Bíróság lemondáskor 1392-ben, miközben a templom belső hatalmi játékai utat nyitottak a helyi szamurájklánoknak, hogy felerősödjenek és harcoljanak egymással, fokozatosan területeket szereztek maguknak, ezzel csökkentve a Kófukudzsi befolyását.

### A Szengoku és Edo korszaktól napjainkig

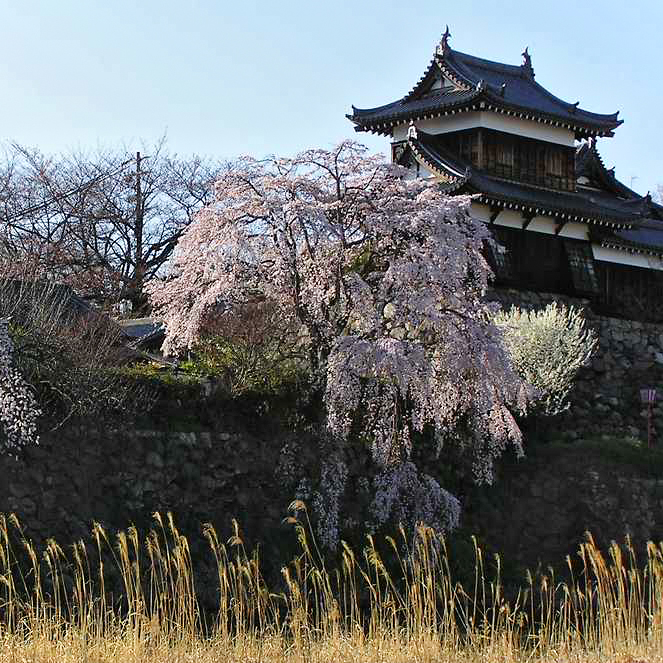
A Kórijama kastély felújított tornya

Később az egész Jamato tartományt bevonták a Szengoku korszak zavaraiba. A Tódaidzsit ismét felgyújtották 1567-ben, amikor Macunaga Hiszahide - a későbbi Oda Nobunaga, Jamato tartomány ura - harcolt a fennhatóság ellen, az egykori mestere, a Mijosi család ellen. Cucui Dzsunkei és Tojotomi Hidenaga rövid megállapodásait követően, a Tokugava sógunátus közvetlenül átvette az uralmat Nara városa felett, valamint Jamato tartomány legtöbb része, pár Kórijamát lefoglaló feudális uralkodó, Takatori és más helyek fölött. Az ipar és a kereskedelem fejlődésével a 18. században a tartomány gazdaságát beépítették a virágzó Oszaka gazdaságába, az akkori Japán kereskedelmi fővárosába.
Az Oszakától való gazdasági függőség a mai Nara prefektúrára is jellemző, sok lakos ingázik a két város között tanulás illetve munkahely miatt.

## Földrajz

Nara prefektúra térképe

Nara prefektúra Kanszai - vagy más néven Kinki - régió része Japánban, a Kii félsziget közepén található, ami a Honsú sziget nyugati részén fekszik. Nara prefektúra nem rendelkezik tengerparttal. Nyugatról Vakajama és Oszaka prefektúra, északról Kiotó prefektúra, keletről pedig Mie prefektúra határolja.
Nara prefektúra 78,5 km széles és 103,6 km magas.
A terület nagy részét hegyek és erdők borítják, így a lakható terület mindössze 851 km². A lakható terület aránya 23%, mellyel a 43. helyre rangsorolják a 47 japán prefektúra között.
Nara prefektúrát keletről nyugat felé kettészeli a Japán közepén végigfutó tektonikus vonal, a Josino folyóval együtt. A tektonikus vonal északi részén van az úgynevezett belső zóna, ahol északról délre futó aktív törések még mindig közrejátszanak a táj formálásában. Az északnyugati Ikoma hegységek Oszaka prefektúrával egy határt képeznek. A Nara-medencében - ami ezen hegységek keleti részén fekszik - él a legtöbb ember Nara prefektúrán belül. Keleten találhatóak a Kaszagi hegységek, amelyek elválasztják a medencét a Jamato felvidéktől.
A tektonikus vonal déli részén vannak a Kii hegységek, ami a külső zóna. Ez elfoglalja a szárazföldi terület körülbelül 60%-át. Ómine tartomány a Kii hegységek középpontjában található, észak-dél irányú, meredek völgyekkel körülvéve. A legmagasabb hegy Nara prefektúrában, továbbá a Kanszai prefektúrában is, a Hakkjó hegység. Nyugatra, Obako tartományban 1 300 méter magas csúcsok vannak, melyek elválasztják Nara és Vakajama prefektúrát egymástól. A keleti határon Mie prefektúra található a Daikó tartományban, beleértve az Ódaigahara hegységet is. Ezen a hegységes vidéken található egy Világörökség is, a Szent helyek és a Kii hegységi zarándokút.
A prefektúra teljes területének körülbelül 17%-a Nemzeti Parknak van kijelölve, magába foglalva a Josino-Kumano Nemzeti Parkot, a Kongó-Ikoma-Kiszen, a Kója-Rjúdzsin, a Muró-Akame-Aojama, és végül a Jamato-Aogaki Kvázi-Nemzeti Parkot is. Továbbá itt találhatóak a Cukigasze-Kónojama, Jata és Josinogava-Cuboro Prefektusi természeti parkok is.

### Éghajlat

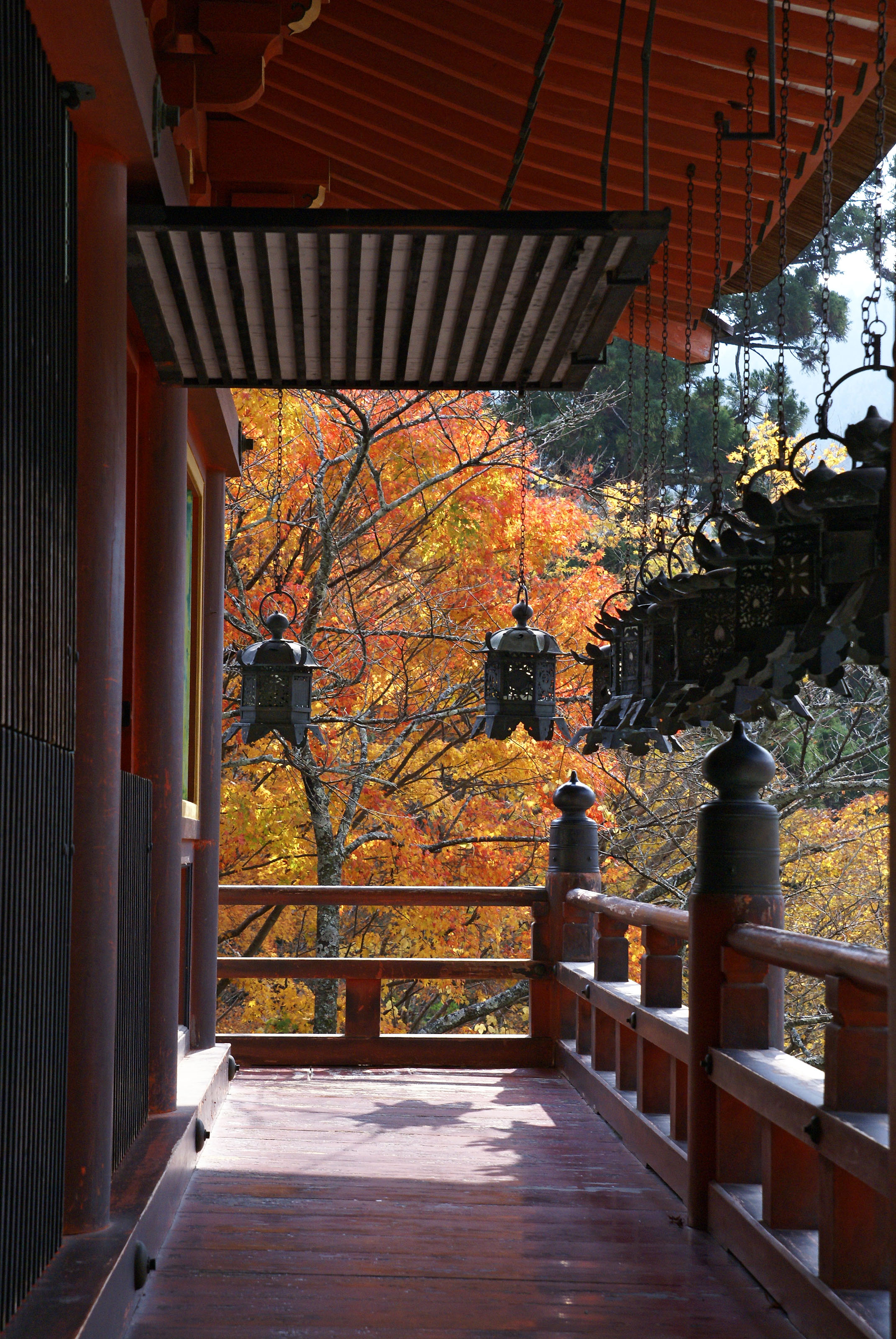
Tanzan szentély ősszel

A Nara-medencében az éghajlatnak szárazföldi jellemzői vannak, a legnagyobb hőmérséklet variációval bemutatva azonos napon, és a nyár és tél hőmérséklet különbségei. A téli hőmérséklet átlagosan 3-5°C körüli, a nyári pedig 25-28°C, a legmagasabb 35°C. 1990-től 2007-ig, a Narai Helyi Meteorológiai Obszervatórium feljegyzései szerint egyik évben sem esett tovább a hó tíz napnál.
A prefektúra többi részén az éghajlat a hegyvidékire jellemző, legfőképpen a déli részeken, ahol a -5°C a leghidegebb téli minimum. Heves esőzések figyelhetőek meg a nyár folyamán. Az éves csapadékmennyiség 3000 és 5000 mm közé tehető, ami Japánban a legmagasabb érték.
A tavasz és az ősz egyaránt szép és mérsékelt. A hegyvidéki Josino már régóta népszerű mind történelmileg, mind pedig a gyönyörű tavaszi cseresznyefavirágzás, illetve az őszi, hasonlóan szép, sárguló tölgyfák miatt.

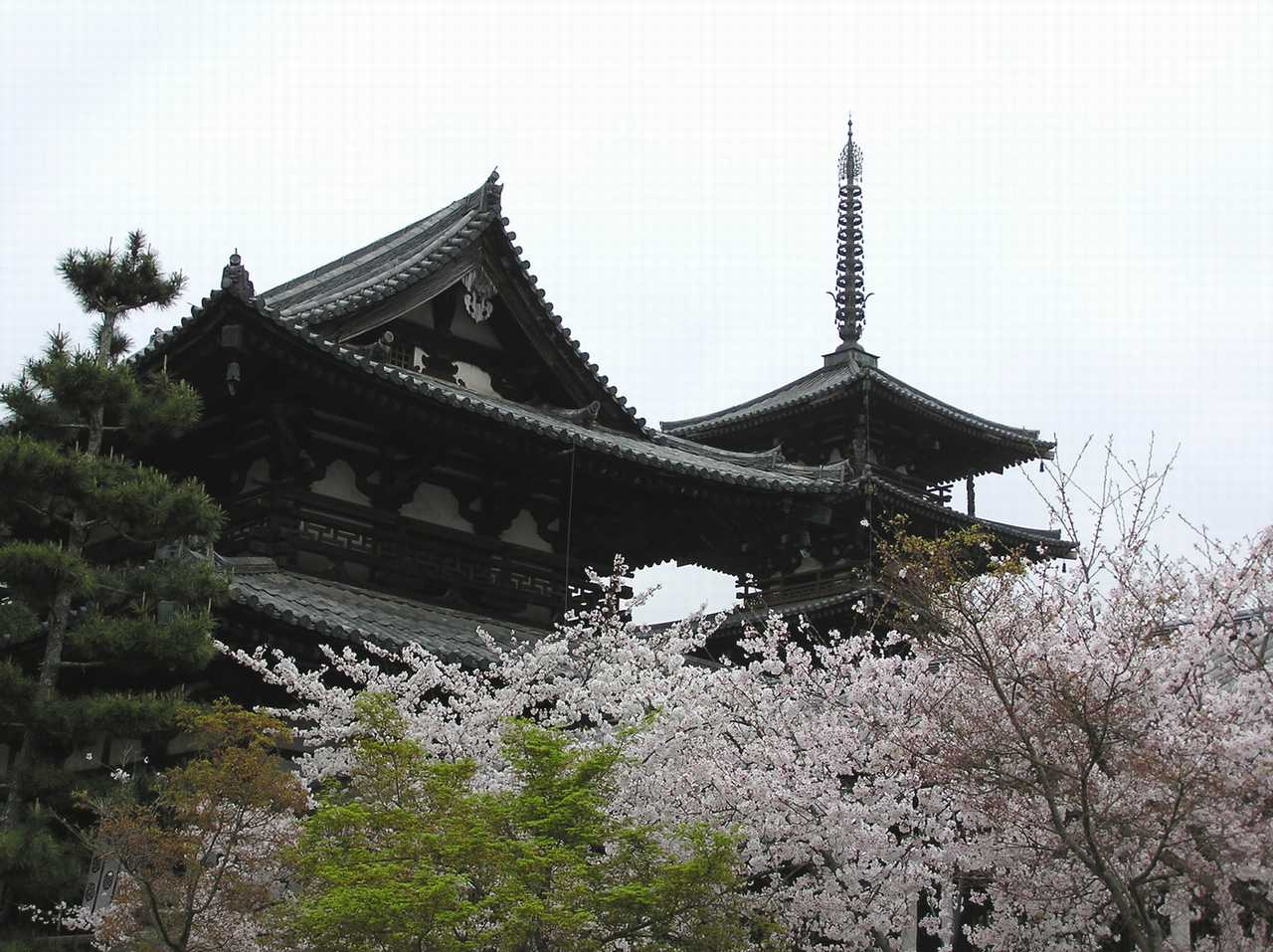
Ikaruga város, Hórjú-dzsi a cseresznyefák virágzásakor

### Nagyvárosok
Tizenkét nagyváros található Nara prefektúrában:
- Godzsó
- Gosze
- Ikoma
- Jamatokórijama
- Jamatotakada
- Kasiba
- Kasihara
- Kacuragi
- Nara (székhely)
- Szakurai
- Tenri
- Uda

### Kisvárosok és falvak
Minden kerületben vannak kisebb városok és falvak:
- Ikoma kerület:
  - Ando
  - Heguri
  - Ikaruga
  - Szangó

- Jamabe kerület:
  - Jamazoe

- Josino kerület:
  - Higasijosino
  - Kamikitajama
  - Josino
  - Kavakami
  - Kurotaki
  - Nosegava
  - Ójodo
  - Simocsi
  - Simokitajama
  - Tenkava
  - Tocukava

- Kitakacuragi kerület:
  - Kanmaki
  - Kavai
  - Kórjó
  - Ódzsi

- Siki kerület:
  - Kavanisi
  - Mijake
  - Tavaramoto

- Takaicsi kerület:
  - Asuka
  - Takatori

- Uda kerület:
  - Micue
  - Szoni

### Egybeolvadások
1999. április 1-től létrejött egybeolvasások:
- 2004. október 1-jén Sindzsó és Taima (mindkettő Kitakacuragi kerületből) összevonásra került, létrejött Kacuragi városa.
- 2005. április 1-jén Cuge falu (Jamabe kerületből) és Cukigasze falu (Szoekami kerületből) összeolvadásra került, Nara város részei lettek. Szoekami kerület egyesülése eredményeként fel lett osztva.
- 2005. szeptember 25-én Nisijosino és Ótó falu (mindkettő Josino kerületből) összeolvadásra került, Godzsó város részei lettek.
- 2006. január 1-jén Haibara, Óuda és Utano város, valamint Muró falu (mind Uda kerületből) összeolvadtak, ezzel pedig létrejött Uda városa.

## Demográfia
| Népesség kerületenként |               |          |                    |
| Kerület                | Terület (km²) | Népesség | Népsűrűség per km² |
| Jamato felvidék        | 506,89        | 56       | 110                |
| (Százalékban)          | 13,7%         | 3,9%     |                    |
| Godzsó, Josino         | 2 346,84      | 92       | 39                 |
| (Százalékban)          | 63,6%         | 6,4%     |                    |
| Teljes prefektúra      | 3 691,09      | 1 430    | 387                |
| (Százalékban)          | 100%          | 100%     |                    |

A 2005-ös Japán népszámlálás alapján, Nara prefektúra lakossága 1 421 310 fő, ami 2000 óta 1,5%-os csökkenést jelent.
2005-höz képest, 2006-ban további 4 987 fővel apadt az ott élők száma. Ez magába foglalja a természetes csökkenést, ami az előző évhez képest 288 embert jelent (11 404 születés, 11 692 halál), továbbá a hazai vándorlás okozta létszámváltozást is, 4 627 fő hagyta el a prefektúrát, valamint a 72, ott élő, regisztrált külföldi fogyatkozását is. A nettó hazai migráció 1998 óta egyre kevésbé van jelen. Legnagyobb számban Kiotó (1 130 fő), Tokió (982 fő) és Hjógo (451 fő) prefektúrába vándoroltak. Ezeknek az embereknek 13,7%-a 15 év alatti, 65,9%-a 15 és 64 év közötti, 20,4%-a pedig 65, illetve annál idősebb volt. A népesség mintegy 52,5%-a nő.
2004-től a prefektúra átlagos népsűrűsége 387 fő/km².
2000-ben a Nara prefektúrában élők között voltak a legtöbben Japánban, akik ingáztak a munkahelyük és az otthonuk között, 30,9%. Hasonló tendencia mutatkozott Szaitama, Csiba és Kanagava prefektúrában, mindhárom helyen több, mint a lakosság 20%-a él hasonló életmódot.

## Gazdaság

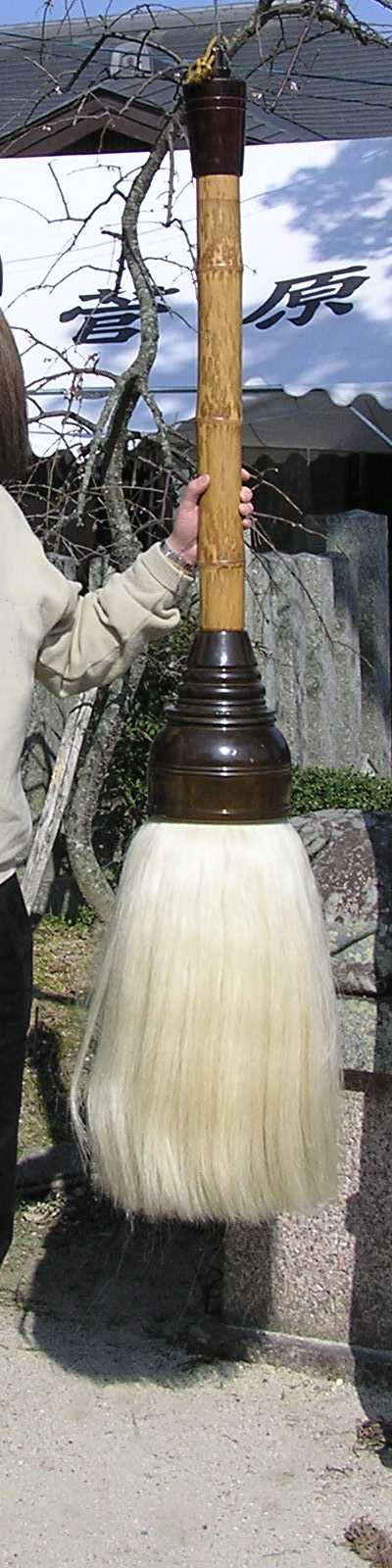
Egy hatalmas narai kalligráfiához használatos ecset

A 2004-es teljes bruttó prefektúrai termék (GPP) Narában 3,8 trillió yen volt, ez 0,1%-os növekedést jelentett az előző évhez képest. Az egy főre jutó jövedelem 2,6 millió yen volt, ami 1,3%-os növekedés 2003-hoz képest. A gyártásnak van a legnagyobb részesedése Nara GPP-jéből, 20,2%-kal. Második legnagyobb százalék a szolgáltatásoké, 19,1%, végül pedig az ingatlanok, 16,3%-kal. A mezőgazdasági részesedés, beleértve az erdészetet és a halászatot is, mindössze csak 0,1% volt, alig megelőzve a bányászatot, ami szinte nem is létezik Narában.
- A turizmust a prefektúrai kormányzat kezeli, ami az egyik legfontosabb Narában a természetes szépség és a történelmi jelentőség miatt.
- Nara híres a Kaki datolyaszilváról. Az eper és a tea is nagyon népszerű termékek, míg a rizs és a növények, beleértve a spenótot, paradicsomot, padlizsánt és egyéb zöldségeket, meghatározó a termelés szempontjából.
- Nara a japán tradicionális művészetekben használt eszközök készítésének a központja. A kalligráfiához használt ecset és festék (szumi) a legismertebb termékek Narából. Fa vagy bambusz alapanyagú eszközök, különösen Takajama területéről (Ikoma városban), nagyon híres termékek teaszertartásokhoz.
- A jamatokorijamai aranyhal Narában már hagyományos akvakulturális termék a 18. század óta.
- Köszönhetően a gazdag történelmi múltnak, Narában sok régészeti ásatás is van, melyből rengeteg Aszuka faluban található.

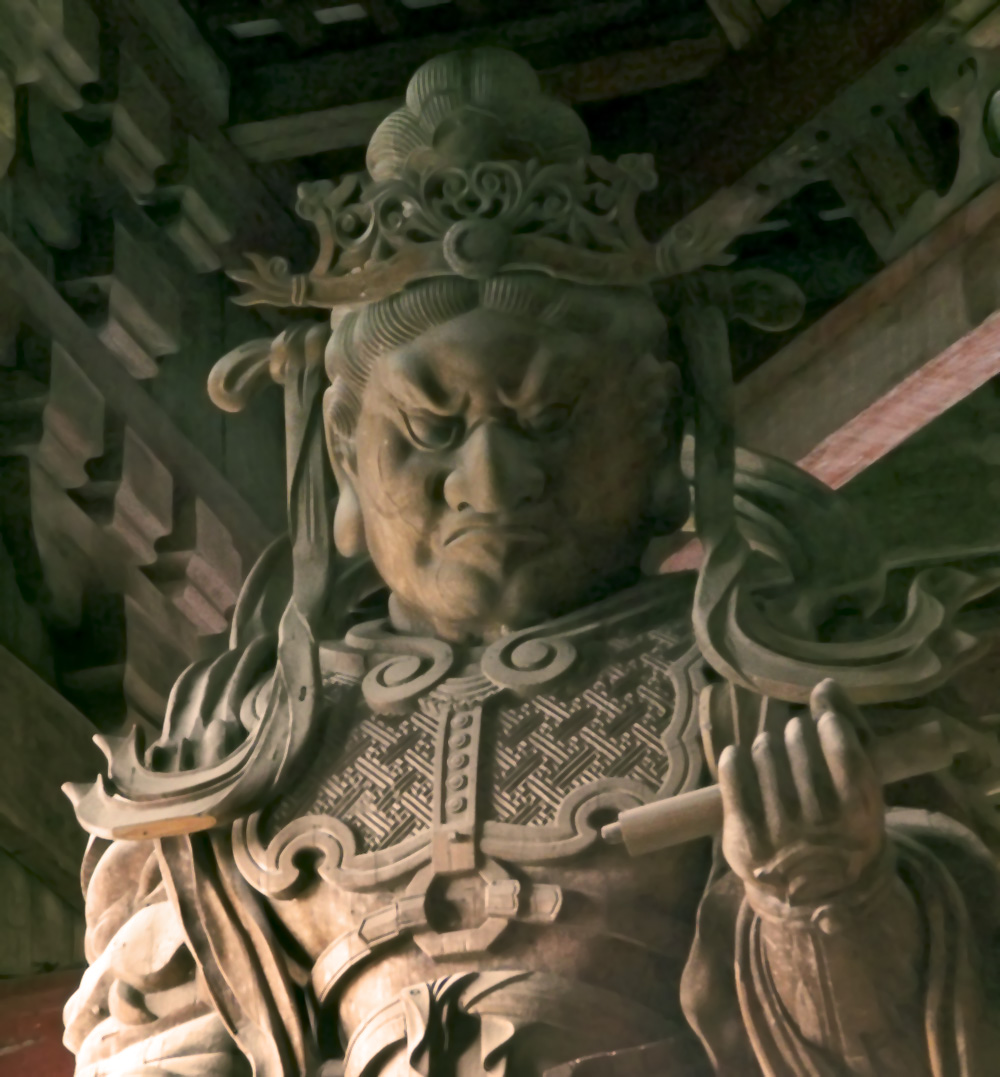
Szobor a Tódai-dzsiben

## Oktatás

### Egyetemek
- Narai Nőegyetem
- Narai Orvostudományi Egyetem
- Narai Oktatási Egyetem
- Narai Egyetem
- Nara Prefektúrai Egyetem
- Nara Szangjo Egyetem (Narai Ipari Egyetem)
- Narai Tudományos és Technológiai Intézet
- Kio Egyetem
- Tezukajama Egyetem
- Tenri Egyetem

## Sportok
Futball
- Nara klub

Kosárlabda
- Bambitious Nara

## Turizmus
Rengeteg dzsindzsa (Sinto szentély), Buddhista templom és kofun található Nara prefektúrában, ami a turizmus központja. Továbbá, rengeteg világörökség is megtalálható itt, többek között a Tódaidzsi és a Kaszuga szentély, melyek Nara városában tekinthetőek meg.

### Világörökségi látványosságok
- Buddhista műemlékek a Hórjúdzsi épületében
  - Hórjúdzsi 法隆寺
  - Hokkidzsi 法起寺

- Ősi Narai történelmi műemlékek
  - Tódaidzsi 東大寺
  - Kófukudzsi 興福寺
  - Kaszuga szentély 春日大社
  - Gangódzsi 元興寺
  - Jakusidzsi 薬師寺
  - Tósódaidzsi 唐招提寺
  - Heidzso palota maradványai 平城宮跡
  - Sószó-in 正倉院

### Buddhista templomok
- Aszuka-dera 飛鳥寺
- Csúgúdzsi 中宮寺
- Hasze-dera 長谷寺
- Hórindzsi 法輪寺
- Muródzsi 室生寺
- Szaidaidzsi 西大寺
- Sin-Jakusidzsi 新薬師寺
- Déli Hokkedzsi 南法華寺
- Taima-dera 当麻寺

### Sintó szentélyek
- Iszonokami szentély 石上神宮
- Kasihara szentély 橿原神宮
- Danzan szentély 談山神社
- Ómiva szentély 大神神社
- Ójamato szentély 大和神社

### Kofun és világörökség
Az Aszuka-Fudzsivara műemlékek az UNESCO világörökségének részét képezik.
- Isibutai sír 石舞台古墳
- Kitora sír キトラ古墳
- Takamacuzuka sír 高松塚古墳
- Hasihaka sír 箸墓古墳
- Umami Kofun csoport 馬見古墳群
- Sakafuneisi örökség 酒船石遺跡

### Forró fürdők
- Dorogava 洞川温泉
- Sionoha 入之波温泉
- Kamiju 上湯温泉
- Tocukava 十津川温泉

### Hegyek
- Jamato Sanzan 大和三山
- Vakakusza hegy	若草山

### Egyéb látnivalók
- Nara Park 奈良公園
- Josino-Kumano Nemzeti Park 吉野熊野国立公園
- Kongó-Ikoma-Kiszen Kvázi-Nemzeti Park 金剛生駒紀泉国定公園
- Kója-Rjúdzsin Kvázi-Nemzeti Park 高野龍神国定公園
- Muró-Akame-Aojama Kvázi-Nemzeti Park 室生赤目青山国定公園
- Jamato-Aogaki Kvázi-Nemzeti Park 大和青垣国定公園

## Közlekedés

### Vasút
- JR West
  - Jamatodzsi vonal
  - Kanszai vonal
  - Manjo Mahoroba vonal
  - Vakajama vonal
- Kintecu
  - Nara vonal
  - Keihanna vonal
  - Kiotó vonal
  - Kasihara vonal
  - Ikoma vonal
  - Ikoma Cable vonal
  - Tenri vonal
  - Oszaka vonal
  - Tavaramoto vonal
  - Minami Oszaka vonal
  - Gosze vonal
  - Josino vonal

### Busz

#### Nara és Tenri irányából
- Sindzsuku, Tokió
- Tokiói állomás
- Jokohama
- Tokiói Disneyland, Urajaszu
- Makuhari, Csiba prefektúra
- Nagoja
- Oszaka nemzetközi repülőtér
- Kanszai nemzetközi repülőtér

#### Jamamoto Jagi és Gosze irányából
- Sindzsuku, Tokió
- Singu
- Tocukava

### Utak

#### Autópályák és fizetős útvonalak
- Nisi-Meihan autópálya
- Meihen út
- Keinava autópálya
- Második Hanna (Oszaka-Nara) út
- Déli Hanna út

#### Nemzetközi autópályák
- 24-es út
- 25-ös út (Oszaka-Tenri-Nabari-Jokkaicsi)
- 163-as út
- 165-ös út
- 166-os út
- 168-as út (Hirakata-Ikoma-Kasiba-Godzso-Tocukava-Singu)
- 169-es út (Nara-Tenri-Ojodo-Josino-Singu)
- 308-as út
- 309-es út
- 310-es út
- 311-es út
- 368-as út
- 369-es út
- 370-es út
- 371-es út
- 422-es út
- 425-ös út

## Fordítás
Ez a szócikk részben vagy egészben a Nara Prefecture című angol Wikipédia-szócikk ezen változatának fordításán alapul.  Az eredeti cikk szerkesztőit annak laptörténete sorolja fel. Ez a jelzés csupán a megfogalmazás eredetét és a szerzői jogokat jelzi, nem szolgál a cikkben szereplő információk forrásmegjelöléseként.